# 辛甘镇区
辛甘鎮為緬甸曼德勒省皎克西縣的鎮區。2014年人口148,918人，區域面積447.83平方公里。該鎮下分54個村里。辛甘為該鎮之首府。